# 克拉肯德墨頭魚
克拉肯德墨頭魚（学名：Garra kalakadensis）为輻鰭魚綱鯉形目鲤科的其中一種，分布於亞洲印度泰米爾那都的Kalakad野生生物庇護所，棲息在高山溪流，體長可達6.9公分。